# Arcomage
 (novembre 2018).
Si vous disposez d'ouvrages ou d'articles de référence ou si vous connaissez des sites web de qualité traitant du thème abordé ici, merci de compléter l'article en donnant les références utiles à sa vérifiabilité et en les liant à la section « Notes et références ».
Arcomage  est à l'origine un mini-jeu en tour par tour inclus dans deux épisodes de la série de jeux vidéo de rôle Might and Magic : Might and Magic VII : Pour le sang et l'honneur et Might and Magic VIII : le Jour du destructeur. Arcomage est un jeu de cartes informatique qui reprend nombre de thèmes du monde dans lequel il prend place. Il fait partie intégrante du déroulement des deux Might and Magic où il apparaît, car les personnages peuvent entrer dans une taverne et jouer pour de l'argent. Dans les deux jeux, il y a une quête consistant à gagner une partie d'Arcomage dans chaque taverne du monde.
Le stand-alone Arcomage a été développé par Stickman Games, puis vendu à 3DO qui l'a publié en 2000. Dans cette version, un joueur peut jouer contre l'ordinateur ou deux joueurs peuvent s'affronter via LAN ou une connexion TCP/IP.

## Principe
Arcomage prend la forme d'un jeu de plateau, dans lequel il y a deux joueurs, chacun avec un jeu de cartes représentant respectivement une « tour » et un « mur ». Plusieurs variables déterminent qui gagne ou perd le tour, et quelles cartes les joueurs peuvent poser. Certaines cartes génèrent des ressources, d'autres cartes les consomment pour pouvoir être utilisées.
Dans la version incluse dans Might and Magic, qui est un jeu solo, le joueur est toujours confronté à un adversaire géré par l'ordinateur, ce qui rend le jeu relativement facile à remporter. Chaque taverne a différentes conditions de victoire donc le joueur doit adapter son style aux différentes situations.

### Déroulement d'un tour
À tour de rôle, les joueurs doivent :
- Tirer un nombre approprié de cartes pour compléter leur main de six (une ou plusieurs cartes ayant pu être jouées ou défaussées au cours du tour précédent) ;
- jouer ou se défausser d'une carte, en fonction de leurs options : dans certains cas, se défausser sera la seule option disponible car le joueur ne dispose pas d'assez de « briques », de « gemmes », ou de « créatures » ;
- si la carte choisie l'autorise, rejouer et / ou choisir une carte à défausser.

### Types de cartes
En plus d'avoir une « tour », un « mur » et une main, chaque joueur dispose également de :
- « Carrière » - contrôle le nombre de « briques » qui sont gagnées à chaque tour ;
- « Briques » - à dépenser pour utiliser les cartes de briques ;
- « Magie » - contrôle le nombre de « gemmes » qui sont gagnés à chaque tour ;
- « Gemmes » - à dépenser pour utiliser les cartes de gemmes ;
- « Zoo » - contrôle le nombre de « créatures » qui sont gagnés à chaque tour ;
- « Créatures » - à dépenser pour utiliser les cartes de créatures.

Arcomage  possède un large éventail de cartes, chacune doté d'un nom, d'effets et d'une image différents. Plusieurs cartes ont été ajoutées dans Might and Magic VIII.  En voici quelques exemples :
- Faerie (carte créature) : 2 dégâts (à la tour de l'ennemi et/ou son mur) ; rejouer. Coût : 1 créature.
- Portcullis (carte brique) : +5 de mur, +1 zoo. Coût : 9 briques.
- Sanctuaire (carte gemme) : + 10 de tour ; +5 de mur ; gain de 5 créatures. Coût : 15 gemmes.

## Versions officieuses
Certaines personnes ont créé leur propre version en ligne d'Arcomage, bien que seul MArcomage puisse se targuer d'avoir un nombre élevé de joueurs. Cette version est quasiment semblable à l'original dans le principe (tour, mur ressources, productions), mais dispose d'un nombre élevé et croissant de cartes à choisir, avec des effets de plus en plus complexes par exemple « dernière carte jouée » et des effets reposant sur les catégories de cartes.